# Dora Maldonado
Dora Maldonado (sinh ngày 9 tháng 11 năm 1970) là một Judoka người Honduras. Cô đã tham gia cuộc thi siêu nhẹ nữ tại Thế vận hội Mùa hè 1996.